# A Modern Jazz Symposium of Music and Poetry
A Modern Jazz Symposium Of Music And Poetry ist ein Jazzalbum von Charles Mingus, das im Oktober 1957 aufgenommen und zuerst von Bethlehem Records veröffentlicht wurde. Es wurde kurz nach den Alben Tijuana Moods  und East Coasting  eingespielt.

## Die Platte
„Das Modern Jazz Symposium“ war für Charles Mingus die Gelegenheit, mit Texten und Klängen zu experimentieren. „Scenes in the City“ nimmt Ideen wieder auf, die Mingus bereits in „Foggy Day“ (auf der LP Pithecanthropus Erectus von 1956) skizziert hatte, dort allerdings mit größerer Vollendung. „New York Sketchbook“ ist sozusagen das Parallelstück zu „Scenes“, großartig komponiert und ausgeführt, mit einem hervorragenden Solo von Trompeter Clarence Shaw, der über sich selbst hinauswächst (zit. Morton/Cook). Zusätzlich enthält die Platte drei Instrumentalnummern der Mingus-Band.
„Scenes in the City“ ist in enger Beziehung zu Duke Ellingtons „Harlem Air Shaft“ zu sehen. Das rezitierte Gedicht wurde vom Autor Lonnie Elders mit Hilfe des Lyrikers Langston Hughes geschrieben. Der Erzähler ist Mel Stewart; ihm gelingt ein lockerer, „hipper“, jazzgerechter Vortrag. „Scenes“ ist die Geschichte von einem Jungen und seiner Beziehung zum Jazz; es soll veranschaulichen, wie jemand, der kein Musiker ist, in der von ihm gehörten Musik der Stadt New York lebt und sie reflektiert; so wird jede Note, die er hört, ein Teil von ihm.
Der ursprüngliche Titel von „New York Sketchbook“ lautete „Tourist in Manhattan“ und war als musikalisches Porträt der Stadt bzw. des Stadtteils gedacht.
„Duke´s Choice“ soll die Stimmung der Musik Duke Ellingtons wiedergeben, mit der sich Mingus immer wieder beschäftigte. Die Soli sind von Clarence Shaw.
„Nouroog“ (auch „Neuroog“) ist hier ein Feature für die Balladenkünste von Shafi Hadi (alias Curtis Porter). Als Ersatz für den an Grippe erkrankten Clarence Shaw sprang am letzten Tag der Sessions, als „Nouroog“ aufgenommen werden sollte, der Trompeter Bill Hardman ein. Mingus soll Shaw für sein Fehlen so wüst beschimpft haben, dass dieser seinen Beruf eine Weile aufgab und erst wieder 1962 Aufnahmen vorlegte. „Nouroog“ wurde von Mingus 1962 unter dem Titel „Don´t Come Back“ auf dem Town Hall Concert und dann auf Epitaph wieder aufgenommen.
„Slippers“ ist ein swingendes Stück im 4/4-Beat mit Soloparts von Jimmy Knepper und Shafi Hadi.

## Die Stücke
1. „Scenes In The City“ (11:20/11:49)
2. „Nouroog“ (5:01/4:49)
3. „New York Sketchbook“ (8:29/8:51)
4. „Duke´s Choice“ (6:25)
5. „Slippers“ (3:27)

Alle Stücke wurden komponiert von Charles Mingus, die Texte von „Scenes In The City“ und „New York Sketchbook“ stammen von Lonnie Elders und Langston Hughes. Die Stücke 1, 3, 4, 5 wurden im Oktober 1957 in einer ersten Session aufgenommen, 2 vermutlich einen oder wenige Tage später.

## Editionsgeschichte
Die Platte wurde in Europa von der englischen Polydor unter dem Namen „Duke´s Choice“ veröffentlicht, dann war sie lange Zeit vergriffen. Von einem Teil der Stücke sind unterschiedliche Versionen vorhanden, da sie sowohl in Stereo als auch in Mono aufgenommen wurden.
1986 erschien die Platte ohne urheberrechtliche Genehmigung auf Affinity unter dem Titel „Scenes in The City“ (Affinity 105); einige der Stücke (1, 3, 4) sind auch auf der Bootleg-CD New York Sketchbook (Affinity/Charly 19) des gleichen Jahrs enthalten.
2001 erschien die 3-CD-Ausgabe Trilogy - The Complete Bethlehem Collection (Rhino 74273) mit dieser Platte, dem Vorgänger East Coasting sowie der 1954er LP The Jazz Experiments of Charles Mingus (=„Abstractions“). Dort sind zusätzlich die folgenden Stücke enthalten: 6. Wouldn’t You  (8:42), 7. Bounce (9:20), 8. Slippers [Alternate Take] (3:49).